# Аршак I (Партия)
Аршак I или Арсак е основател на т.нар. Аршакидска династия, първи владетел на Партия от ок. 250 пр.н.е. до 211 пр.н.е.
Смята се че по произход е скит или бактриец, избран да ръководи степната конфедерация на източноиранските парни и дахите. Около 250 г. пр.н.е. сваля от власт Андрагорас, самообявилият се за независим от селевкидите сатрап на Партия. С подкрепата на степната конфедерация Арсак завладява страната и основава независимо царство на партите.